# Saint-Pantaly-d'Ans
Saint-Pantaly-d'Ans är en kommun i departementet Dordogne i regionen Nouvelle-Aquitaine i sydvästra Frankrike. Kommunen ligger i kantonen Savignac-les-Églises som tillhör arrondissementet Périgueux. År 2018 hade Saint-Pantaly-d'Ans 146 invånare.

## Befolkningsutveckling
Antalet invånare i kommunen Saint-Pantaly-d'Ans
Referens:INSEE